# Nelson Nogier
Nelson Nogier, född 27 maj 1996, är en kanadensisk professionell ishockeyback som är kontrakterad till Los Angeles Kings i NHL och spelar för deras primära samarbetspartner Ontario Reign i AHL.
Han har tidigare spelat på NHL-nivå för Winnipeg Jets och på lägre nivåer för Manitoba Moose i AHL samt Saskatoon Blades och Red Deer Rebels i WHL.
Nogier draftades i fjärde rundan i 2014 års draft av Winnipeg Jets som 101:a spelare totalt.

## Statistik
| 2010–2011  | Martensville Marauders | GSHL       | 23  | 2 | 9  | 11 | 18  | —  | — | — | — | —  |
| 2011–2012  | Saskatoon Contacts     | SMAAAHL    | 43  | 3 | 10 | 13 | 42  | 13 | 0 | 3 | 3 | 4  |
|            | Saskatoon Blades       | WHL        | 4   | 0 | 0  | 0  | 0   | —  | — | — | — | —  |
| 2012–2013  | Saskatoon Blades       | WHL        | 55  | 0 | 4  | 4  | 8   | 3  | 0 | 1 | 1 | 0  |
|            | Saskatoon Contacts     | SMAAAHL    | 7   | 2 | 7  | 9  | 4   | —  | — | — | — | —  |
| 2013–2014  | Saskatoon Blades       | WHL        | 37  | 1 | 5  | 6  | 25  | —  | — | — | — | —  |
| 2014–2015  | Saskatoon Blades       | WHL        | 32  | 1 | 7  | 8  | 42  | —  | — | — | — | —  |
|            | Red Deer Rebels        | WHL        | 38  | 2 | 9  | 11 | 42  | 5  | 0 | 1 | 1 | 4  |
| 2015–2016  | Red Deer Rebels        | WHL        | 69  | 4 | 17 | 21 | 79  | 17 | 2 | 2 | 4 | 18 |
| 2016–2017  | Winnipeg Jets          | NHL        | 1   | 0 | 0  | 0  | 0   | —  | — | — | — | —  |
|            | Manitoba Moose         | AHL        | 57  | 2 | 11 | 13 | 33  | —  | — | — | — | —  |
| NHL totalt | NHL totalt             | NHL totalt | 1   | 0 | 0  | 0  | 0   | —  | — | — | — | —  |
| AHL totalt | AHL totalt             | AHL totalt | 57  | 2 | 11 | 13 | 33  | —  | — | — | — | —  |
| WHL totalt | WHL totalt             | WHL totalt | 235 | 8 | 42 | 50 | 196 | 25 | 2 | 4 | 6 | 22 |